# Ján Letz
Ján Letz (23. ledna 1936, Žilina – 21. listopadu 2021) byl slovenský filosof, tvůrce experienciálně-evoluční a kreačně-evoluční filosofie.

## Život
Pochází z rodiny slovenského jazykovědce a pedagoga Bely Letze. Jeho strýcem je slovenský spisovatel Stefan Letz. Po absolvování Ľudové školy a gymnázia v rodišti v roce 1953 studoval na Chemickotechnologické fakultě SVŠT v Bratislavě a poslední dva roky na Vysoké škole chemicko-technologické v Praze, kde roku 1958 promoval. Od roku 1960 pracoval jako výzkumník ve Výzkumném ústavu kabelů a izolantů v Bratislavě. V roce 1971 obhájil kandidátskou disertační práci z problematiky snášenlivosti směsí polymerů v pevné fázi. Od roku 1973 se postupně rekvalifikovat na problematiku výzkumu a vědy na vysokých školách a od roku 1976 působil jako výzkumný a od roku 1982 jako samostatný vědecký pracovník v této oblasti, zejména na Ústavu rozvoje vysokých škol (Ústav rozvoja vysokých škôl SSR) až do roku 1990.
Během „politické oblevy“, v letech 1968 až 1969, mohl publikovat několik článků týkajících se filosofické a náboženské problematiky. Koncem roku 1969 vyšel ve vydavatelství Tatran ve velkém nákladu překlad knihy Wilhelma Kellera A Biblia má predsa pravdu (A Bible má přece pravdu), na kterém významně participoval. Během let 1970–1989 vydal samizdatem 40 větších filosofických a náboženských prací (sborníků, souborů studií, portrétů myslitelů a monografií). Pracoval v redakci samizdatového časopisu Radosť a nádej (1986–1989).
1. listopadu 1990 se na základě konkurzu stal vedoucím nově založené Katedry humanistiky na Přírodovědecké fakultě Univerzity Komenského v Bratislavě a od roku 1994 vedl Katedru etiky a sociální práce na Fakultě humanitních věd UKF v Nitře. V letech 1992 až 2006 byl členem redakčního kolegia časopisu Filozofia. Na Trnavské univerzitě působil jako člen Akademického senátu (1992–1993), jako proděkan pro vědu a výzkum (1994–2000), jako prorektor pro vědu a výzkum (2001–2004) a opět jako proděkan pro vědu, výzkum a doktorské studium (2005–2006). V roce 1996 založil a do roku 2006 vedl Katedru filozofie.
Od roku 1990 napsal a publikoval 18 monografií a asi 260 statí v časopisech a sbornících, z toho 140 původních vědeckých prací. Docentem filozofie byl habilitován roce 1994 prací Teória poznania. Univerzitním profesorem filosofie byl jmenován v roce 1997. Od roku 1997 sestavuje a vydává sborník Acta Philosophica Tyrnaviensia (zatím 18 svazků).
Jako pedagog mohl aktivně působit až od roku 1990. Přednášel a garantoval na magisterském a později i na bakalářském studiu zejména tyto předměty: „Úvod do filosofie“, „Filosofická propedeutika“, „Teorie poznání“, „Ontologie“, „Filosofická antropologie“, „Filosofie transcendence“, „Současná metafyzika“, „Dějiny křesťanské filosofie 20. století“, a to postupně na těchto fakultách: Přírodovědecká fakulta UK, Filozofická fakulta UKF v Nitře, Fakulta humanistiky a Filozofická fakulta a Teologická fakulta Trnavské univerzity v Trnavě. Na doktorském studiu vyučoval od roku 2008 tyto předměty: „Teorie poznání se zvláštním ohledem na humanitní a duchovní vědy“ a „Metodologie výzkumu v oblasti systematické filozofie“. Vedl 13 doktorandů, z nichž 10 přivedl k úspěšné obhajobě.
Ve svém bádání ve filosofii se zaměřuje především na tyto oblasti:
- Systematická filosofie: filozofie v jejích mnoha podobách a identitě, experienciálně-evoluční teorie poznání, kreačně-evoluční ontologie, kreačně-evoluční, kenotická a pneumatická antropologie, personalistická antropologie, filosofie osoby a osobnosti, transcendentální-dialogický koncept svobody, principielní a experienciálně konstituována celostní metafyzika, filozofická christologie
- Dějiny filozofie: Tomismus a novotomismus 20. a 21. století, M. Blondel a blondelismus, P. Teilhard de Chardin a teilhardismus, personalistická filosofie, křesťanská filosofie 20. a 21. století jako celek, slovenská křesťanská filosofie 20. a 21 . století.

Je nositelem pamětní medaile Trnavské univerzity (2004) za vynikající zásluhy o rozvoj Trnavské univerzity, ceny Fra Angelica (2009) za příspěvek pro rozvoj křesťanské kultury na Slovensku, ceny „Fides et Ratio“ (2011) za přínos pro dialog mezi vírou a vědou, ceny Antona Hajduka za vynikající výsledky tvůrčí činnosti (2012) a čestného titulu „emeritní profesor“ za významný přínos v oblasti vědy a vzdělávání (2013).

## Knižní publikace

### Monografie
- Filozofia v celostnom porozumení. Bratislava: ÚSKI, 1991. 185 s. (2. vyd. 1992). ISBN 80-85293-00-5 ()
- Teória poznania. Systémové a experienciálno-evolučné porozumenie poznania. Nové Zámky: Vydavateľstvo JUP, 1992, 252 s. ISBN 80-85293-01-3 (2. vyd. Nitra: UKF FF, 1997).
- Metafyzika a ontológia. Príspevok k tvorbe kreačno-evolučnej ontológie. Bratislava: ÚSKI, 1993, 341 s. ISBN 80-85293-02-1 (PDF: )
- Fenomenológia náboženstva. Bratislava: Aloisianum, 1994, 66 s.
- Filozofická antropológia. Príspevok ku kreačno-evolučnému porozumeniu človeka. Bratislava: Charis, 1994, 153 s. ISBN 80-88743-07-9
- Život v hľadaní pravdy. Vývin osobnosti a myslenia. Bratislava: Charis, l996, 225 s. ISBN 80-88743-15-X
- Teória poznania. Systémové a experienciálno-evolučné porozumenie poznania. Nitra: Univerzita Konštantína Filozofa, Filozofická fakulta, 1997, 252 s., 2. vydanie. ISBN 80-8050-136-X
- Metafyziky nescholastickej kresťanskej filozofie 19. a 20. storočia. I. časť: Východiská v 19. storočí. Trnava: Fakulta humanistiky TU, 1998, 83 s. ISBN 80-88774-41-1 ( Archivováno 5. 3. 2016 na Wayback Machine.)
- Mystičky Západu. Inšpirácia pre kresťanskú filozofiu a teológiu. Prešov: Vydavateľstvo Michala Vaška, 2002, 400 s. ISBN 80-7165-317-9
- Bratia Letzovci. Život a dielo Štefana a Bela Letza. Bratislava: Vydavateľstvo Spolku slovenských spisovateľov, 2004, 174 s. (společně s R. Letzem). ISBN 80-8061-186-6
- Kresťanská filozofia 20. storočia a jej perspektívy. I. Personalistické metafyziky. Bratislava: TYPI UT, 2006, 358 s. ISBN 80-224-0903-0 ( Archivováno 6. 3. 2016 na Wayback Machine.)
- Kresťanská filozofia 20. storočia a jej perspektívy. II. Novotomistické metafyziky. TYPI UT, 2007, 360 s. ISBN 978-80-8082-114-2 ( Archivováno 5. 3. 2016 na Wayback Machine.)
- Kresťanská filozofia 20. storočia a jej perspektívy. III. Netomistické metafyziky (realistické, spiritualistické, existencialistické, genuínno kresťanské a postmoderné). Bratislava: TYPI Universitatis Tyrnaviensis, 2009, 391 s. ISBN 978-80-8082-259-0 ( Archivováno 5. 3. 2016 na Wayback Machine.)
- Slovenská kresťanská filozofia 20. storočia a jej perspektívy. Kraków: Towarzystwo Sļowaków w Polsce, 2010, 386 s. ISBN 978-83-7490-358-5 ( Archivováno 6. 3. 2016 na Wayback Machine.)
- Filozofická antropológia. Príspevok ku kreačno-evolučnému porozumeniu človeka. Trnava: Filozofická fakulta TU, 2011, 176 s.; 2. doplnené PDF vydanie ISBN 978-80-8082-498-3 (PDF: )
- Spomienky na profesora Bela Letza. Bratislava: PostScriptum, 2012, 199 s. (společně s J. Šamánkem). ISBN 978-80-970489-7-6
- Filozofia v celostnom porozumení. Filozofia v jej pluralite, jednote a identite. Trnava: Filozofická fakulta TU, 2012, 206 s. ISBN 978-80-8082-552-2 ( Archivováno 6. 3. 2016 na Wayback Machine.)
- Kristológia z filozofického pohľadu, Trnava: Filozofická fakulta TU, 2014, 280 s. ISBN 978-80-8082-781-6 ( Archivováno 6. 3. 2016 na Wayback Machine.)

### Soubory studií
- Filozofické štúdie I. Myslenie a poznávanie v ich evolučnej premene. Trnava : Filozofická fakulta TU, 2015, 406 s. – ISBN 978-80-8082-824-0
- Filozofické štúdie II.  Človek v jeho jedinečnosti a premenách. Trnava : Filozofická fakulta TU, 2015, 458 s. – ISBN 978-80-8082-825-7
- Filozofické štúdie III. Bytie v jeho otvorenosti a transcendencii. Trnava : Filozofická fakulta TU, 2015, 476 s. – ISBN 978-80-8082-859-2

### Acta Philosophica Tyrnaviensia
- Chápanie osoby v kresťanskej filozofii. Zborník príspevkov interných pracovníkov Katedry filozofie. Trnava : FH TU, 1997, 80 s. (LETZ, J.: Úvod, s. 7 – 10; *Chápanie osoby človeka v kreačno-evolučnej a pneumatologickej antropológii, s. 55 –70). - A. Ph. T. 1 ISBN 80-88774-32-2
- Personálna identita človeka. Zborník vedeckých štúdií interných pracovníkov Katedry filozofie. Trnava : FH TU, 1998, 105 s. (LETZ, J.: Úvod, s. 7 – 10; Existenciálno-personálna sebaidentifikácia človeka v jeho ontogenetickom utváraní, s. 89 – 98). - A. Ph. T. 3 ISBN 80-88774-45-4
- Problémy personálnej sebaidentifikácie v súčasnej kultúre. Zborník príspevkov z vedeckého seminára Katedry filozofie, konaného dňa 9. decembra 1999 na Fakulte humanistiky TU. Trnava : FH TU, 1999, 127 s. (LETZ, J.: Úvod, s. 7 – 9; Naliehavá potreba celostnej identity súčasného človeka, s. 105 –114) - A. Ph. T. 4 ISBN 80-88774-63-2
- Osobnosť človeka v jej duchovnej dimenzii. Zborník vedeckých štúdií interných pedagógov Katedry filozofie. Trnava : FH TU, 2000, 120 s. (LETZ, J.: Úvod, s. 7 – 10. Pôvod, povaha a význam duchovna v osobnosti človeka, s. 77 – 90). - A. Ph. T. 5 ISBN 80-88774-91-8
- Fundamentálna úloha lásky v dialógu medzi civilizáciami. Zborník z medzinárodného kolokvia, Sázava 13 – 15. 7. 2001. Trnava : FH TU, 2001, 86 s. (LETZ, J.: Láska ako základný činiteľ dialógu medzi rôznymi náboženstvami a kultúrami, s. 11 – 19 a Úloha ontologickej dimenzie lásky v otázke dialógu medzi náboženstvami a kultúrami, s. 30 – 46.). - A. Ph. T. 6 ISBN 80-89074-08-1
- Aktuálne otázky filozofického personalizmu s výhľadom do budúcnosti. Zborník zo zasadania I. sekcie medzinárodnej vedeckej konferencie Problémy a perspektívy filozofických, humanitných a sociálnych vied, Modra-Harmónia 29. - 30. apríla 2002. Trnava: FH TU, 2002, 104 s. (LETZ, J.: Úvod, s. 7 a Závery zo sekcie I, s. 103 – 104). - A. Ph. T. 7 ISBN 80-89074-34-0
- Minulé a súčasné podoby personalistickej filozofie. Trnava: FH TU, 2003, 231 s. (LETZ, J.: Úvod, s. 7 – 10, Dialogický personalizmus a jeho aktuálnosť, s. 36 – 89, Perspektívnosť kresťanskej filozofie a teológie v možnostiach trinitárnej ontológie a metafyziky, s. 217 – 231). - A.Ph.T. 8 ISBN 80-90074-79-0
- Za personalistickú kultúru. Zborník príspevkov z vedeckej konferencie Katedry filozofie, konanej dňa 23. septembra 2004 na Filozofickej fakulte Trnavskej univerzity v Trnave. Trnava: TUT, 2004, 226 s. (LETZ, J.: Úvod, s. 9-10, Na ceste k novému konceptu personalistickej metafyziky, s. 113 – 136, Závery z konferencie, s. 225 – 227) - A. Ph. T. 9 ISBN 80-89074-98-7 (tiež in formáte PDF)
- Čas, večnosť a bezčasie v horizonte personálneho bytia. Trnava: FF TU, 2004, 130 s. (LETZ, J.: Úvod, s. 9 – 10 a Pochopy času, bezčasia a večnosti odvíjané z pohľadu kreačnej evolúcie, s. 28 – 41.). - A. Ph. T. 10 ISBN 80-8082-010-4 (té ve formátu PDF)
- Muža žena z personalistického hľadiska. Zborník príspevkov z medzinárodnej vedeckej konferencie Katedry filozofie, konanej 14. októbra 2005 na Filozofickej fakulte Trnavskej univerzity v Trnave. Trnava: TUT, 2005, 192 s. (LETZ, J.: Úvod, s. 9 –11 a Existuje ontologický základ pre reálnu diferenciu medzi ženskou a mužskou osobou? s. 160 – 168). - A. Ph. T. 11 ISBN 80-8082-043-0
- Filozofia na Trnavskej univerzite v Trnave. Jubilejný zborník k sedemdesiatinám prof. Ing. Jána Letza, PhD. Trnava: FF TU, 2006, 119 s. (HREHOVÁ, H.: Zo života a diela prof. Ing. Jána Letza, PhD., s. 13 – 18; LETZ, J.: K obsahovému zameraniu filozofie na Filozofickej fakulte TU, s. 19 – 22; O jubilantovi, s. 27 – 117) - A. Ph. T. 12 ISBN 80-8082-091-0
- Poslanie filozofie na univerzite v súčasnej dobe. Zborník príspevkov z medzinárodnej konferencie katedry. Trnava: FF TU, 2007, 152 s. (LETZ, J.: Účinnosť filozofie na univerzite, 19 – 26), náklad 200 výtlačkov. ISBN 978-80-8082-168-5 - A. Ph. T. 13
- (eds. S. GÁLIK): Človek, kultúra, mystika. Zborník z medzinárodného vedeckého kolokvia (Trnava, FF TU, 7. 5. 2008). Trnava: Filozofická fakulta TU, 2008, 150 s. (LETZ, J.: Úvod, s. 9 – 14, Mystické predispozície a vlohy v štruktúre osobnosti a možnosti ich rozvoja, 87 – 89). - ISBN 978-80-8082-226-2 - A. Ph. T. 14
- (eds. R. A. SLAVKOVSKÝ): Významné koncepty slobody v dejinách a v súčasnej dobe. Zborník z medzinárodného vedeckého kolokvia (Trnava, FF TU, 25. 9. 2008). Trnava: Filozofická fakulta TU, 2008, 134 s., (LETZ, J.: Úvod, s. 9 – 13, Transcendentálny koncept slobody podľa Hermanna Kringsa – Komparácia s Emerichom Corethom, s. 69 – 81, Závery, s. 123 – 124, Niektoré vybrané práce z problematiky slobody, s. 125 – 131).- A. Ph. T. 15 ISBN 978-80-8082-227-9
- (eds. R. A. SLAVKOVSKÝ): Porozumenie slobody. Zborník z vedeckého kolokvia (Trnava, FF TU, 20. 9. 2009), Trnava: Filozofická fakulta TU, 2010, 172 s. A. Ph. T. 17 (LETZ, J: Multiaspektovosť a apórie v otázke slobody, s. 9–33) (náklad 150 výtisků). - ISBN 978-80-8082-356-6
- (eds. Ladislav TKÁČIK): K vybraným otázkam slobody. (Trnava: Filozofická fakulta TU, 2011, 122 s. A. Ph. T. 18 (LETZ, J.: Sloboda porozumená na báze interpersonálnej a interpersonalitnej koaktivity, s. 72–119.) ISBN 978-80-8082-463-1 (62 NS)

### Překlady monografií
- Keller, W.: A Biblia má predsa pravdu. Bratislava : Tatran, 1969, 408 s. (Autor preložil: Úvod. Obsah. Keď prišli patriarchovia. Z Novej zmluvy, t. j. s. 9 – 78 a 285 – 362 (spolu 148 s., cca 60% účasť).
- Schweitzer, A.: Kultúra a etika. Bratislava : Slovenský spisovateľ, 1986, 303 s.